# Acid-Tests

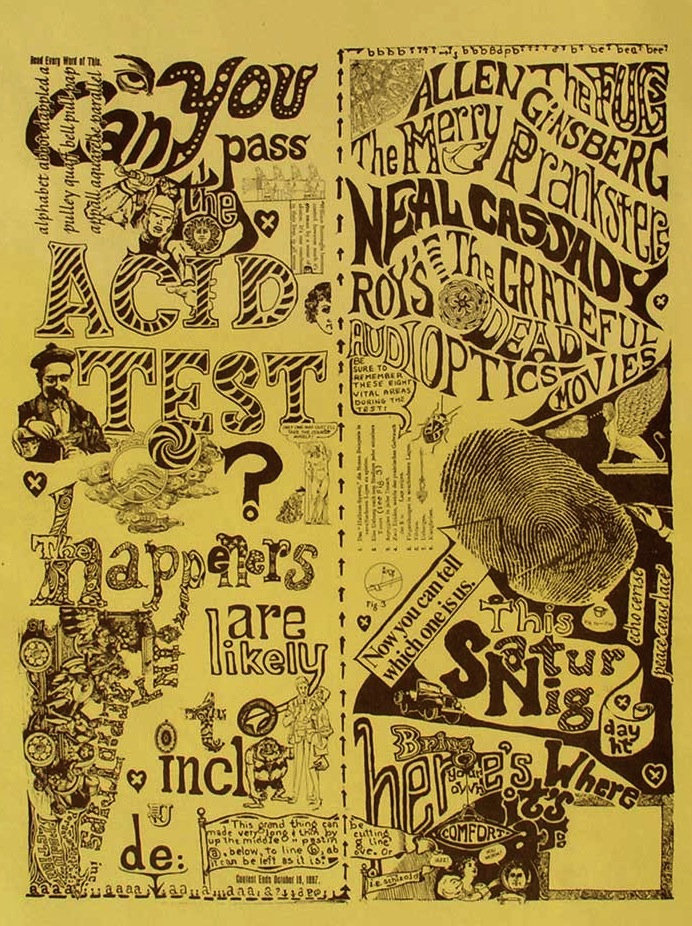
Flugblatt zum Acid-Test, 1965.

Als Acid-Tests wurde eine Reihe von Partys und Happenings bezeichnet, die zwischen 1965 und 1967 an der Westküste der USA stattfanden. Initiator dieser Happenings war der Schriftsteller Ken Kesey. Wichtigste Elemente der Acid-Tests waren die Live-Auftritte der Grateful Dead und der Merry Pranksters sowie der Gruppenkonsum von LSD.

## Name
Die Bezeichnung „Acid Test“ stammt aus dem Goldsucherjargon und meint einen Säuretest, mit dem man den Goldgehalt von Gestein bestimmt. Im Rahmen der Happenings wurde die Bezeichnung „Acid Test“ spielerisch verwendet, da Acid („Säure“) auch das englische Slangwort für Lysergsäurediäthylamid (LSD) darstellte.

## Bedeutung
Die Acid-Tests waren ein US-amerikanisches Phänomen. Durch die kollektive Einnahme von LSD durch unterschiedliche, einander oft fremde Menschen an verschiedenen Orten Kaliforniens entstand eine völlig neue Szene, aus der sich sukzessive die Subkultur des Hippies entwickelte. Daher gelten die Acid-Tests als Keimzelle der Hippiebewegung. Parallel entwickelten sich im Umfeld der teilnehmenden Rockband Grateful Dead aus deren Anhängern die sogenannten Deadheads.

## Entstehung

### Vorgeschichte
Der Schriftsteller Ken Kesey hatte sich von den Tantiemen für seinen Debütroman Einer flog über das Kuckucksnest südlich von San Francisco eine Farm namens La Honda gekauft. Unter dem Eindruck von Happenings der Künstler George Stern, Michael McClure und Allen Ginsberg hielt er jeden Sonnabend auf La Honda Acidpartys ab, die allen offen standen und zu denen neben Künstlern, Studenten und Neugierigen auch Mitglieder der örtlichen Hell’s Angels erschienen. Als diese Samstagabend-Veranstaltungen immer größer zu werden drohten, verlegte Kesey die Acidpartys an andere, öffentliche Orte, bei denen die Grateful Dead erstmals unter diesem Namen in Erscheinung traten. Als Transportmittel fungierte der bunt bemalte Bus FURTHUR.

### Erste Acid-Tests
Der erste Acid-Test sollte in Santa Cruz stattfinden, aber es gelang den Pranksters nicht, vor Ort einen Saal anzumieten. Kurzerhand verlegte man den Test in das Farmhaus von Ken Babbs in Soquel, einer Gemeinde bei Santa Cruz. Als Werbetafel installierten die Pranksters im örtlichen Buchladen namens Hip Pocket Bookstore ein Pappschild mit der Frage: „Bestehst du den Acidtest?“ Zu den Teilnehmern gehörten unter anderem der Dichter Allen Ginsberg.
Als nächster Veranstaltungsort war San Jose vorgesehen, wo man mangels eines Saals auf das Wohnhaus einer „lokalen Boheme-Größe“ namens Big Nig auswich. Hier kam es zum ersten Auftritt der Grateful Dead, die zuvor noch unter dem Namen „The Warlocks“ aufgetreten waren. Zu den Gästen des zweiten Acid-Tests gehörten auch einige Besucher eines Rolling-Stones-Konzerts vom 4. Dezember 1965 im Civic Auditorium, unter denen nach Konzertende bewusst Handzettel verteilt wurden. Rund 400 Menschen besuchten den zweiten Acid-Test – „das erste Massen-Acid-Erlebnis, die Morgendämmerung der Psychedelischen Ära, der Blumenkinder-Generation“.
Der dritte Acid-Test fand am 11. Dezember 1965 in einem Tanzsaal am Strand des Muir Beach statt.

### Trips Festival
Das Trips Festival war eine dreitägige Party, die am Wochenende des 21., 22. und 23. Januar 1966 in der Longshoremen’s Hall in San Francisco stattfand. Erstmals kamen verschiedene Gruppen der psychedelischen Bewegung aus der Bay Area auf einer Veranstaltung zusammen. Die ursprüngliche Idee für das Trips Festival stammte von Zack Stewart, Stewart Brand und Ramon Sender. Stewart Brand war mit Ken Kesey und den Merry Pranksters befreundet, während sich Zack, Ramon sowie Morton Subotnick beim Tape Music Center und der Ann Halprin Dance Company engagierten. Aus diesem Umfeld rekrutierte sich das Kernpublikum. Als Veranstalter agierten Chet Helms sowie Bill Graham, der mit der Mime Troupe bereits professionelle Auftritte bestritten hatte. Ken Babbs von den Merry Pranksters führte als MC und Moderator durchs Programm. Ken Kesey trat in einem Gold-Lamé-Anzug mit Sturzhelm in Erscheinung und hielt Ansprachen ans Publikum.
Angekündigt waren neben Kesey und den Merry Pranksters die Rockbands Big Brother and the Holding Company, Jefferson Airplane, The Great Society, The Charlatans und die Grateful Dead. Der Auftritt der Dead fiel jedoch aus, da jemand Jerry Garcias Gitarrenhals zerbrochen hatte.
Pro Nacht kamen zwischen 2300 und 3200 Gäste in die Longshoremen’s Hall, die eigentlich nur für 1700 Besucher ausgelegt war. Für Bill Graham war das Festival-Wochenende der Einstieg ins Musikgeschäft, der in San Francisco zu seiner Bewirtschaftung des Fillmore, des Winterland Ballroom und des Fillmore West führte.
Das in kollektiver Eigeninitiative organisierte Trips Festival stellte eine Blaupause für die kommenden Rockfestivals von Monterey und Woodstock dar.

### Acid Test Graduation
Am 6. Oktober 1966 wurde LSD im Bundesstaat Kalifornien auf Beschluss des Parlaments verboten (erst zwei Jahre darauf verabschiedete auch der Kongress der Vereinigten Staaten mit der Staggers-Dodd Bill ein landesweites Verbot). Ken Kesey, aufgrund eines Marihuana-Deliktes vom Januar 1966 vorübergehend in Haft, wurde auf Kaution freigelassen, falls er sich dazu bereit erklärte, die Jugendlichen vom LSD-Konsum abzuhalten. Hierzu plante Kesey gemeinsam mit den Merry Pranksters an Halloween eine Acid Test Graduation, also eine Art Abschlussveranstaltung, bei der an Teilnehmer, die vorangegangene Acidtests „bestanden“ hatten, selbstgefertigte „Diplome“ vergeben wurden. Die Abschlussdiplome wurden von Neal Cassady ausgehändigt. Damit endete die Partyreihe der Acid-Tests im Raum Kalifornien.

## Alle Daten
1965
- 27. November: Soquel, Kalifornien (Ken Babbs Farmhaus The Spread)
- 4. Dezember: San Jose, Kalifornien (Privathaus)
- 11. Dezember: Muir Beach, Kalifornien[9]
- 18. Dezember: Palo Alto, Kalifornien[10]
- 24. Dezember: Portland, Oregon

1966
- 8. Januar: San Francisco, Kalifornien (Fillmore Auditorium)
- 15. Januar: Portland
- 21–23. Januar: San Francisco (Trips Festival in der Longshoremen’s Hall)
- 29. Januar: San Francisco (The Sound City Acid Test in den Sound City Studios, 363 6th Street)[11]
- 5. Februar: Los Angeles, Kalifornien (Northridge (Los Angeles), Unitarische Kirche)
- 12. Februar: Los Angeles (Youth Opportunities Center in Watts/Compton)
- 25. Februar: Los Angeles (Cinema Theatre in Hollywood)
- 12. März: Los Angeles (The Pico Acid Test im Danish Center)
- 19. März: Los Angeles (Carthay Studios)
- 25. März: Los Angeles (Troupers Club am Sunset Strip)
- 30. September – 2. Oktober: San Francisco (Whatever It Is Festival an der San Francisco State University)[12]
- 31. Oktober: San Francisco (Acid Test Graduation im Winterland Ballroom)

1967
- 16. März: Houston, Texas (Brown College, Rice University)

## Kritik
Bill Graham erinnert sich in seiner Autobiografie mit Schrecken daran, dass auf dem Trips Festival mit LSD versetztes Eis an jedermann verteilt wurde, auch an Kinder. Auf der Galerie standen Wannen mit präparierter Bowle, aus denen sich jeder bedienen konnte, ohne dass Warnschilder auf den Inhalt hinwiesen.
Tom Wolfe verwendet in seinem Doku-Roman Der Electric Kool-Aid Acid Test Schilderungen der Journalistin Claire Bush über ihre Teilnahme am Watts-Test vom 12. Februar 1966. Die Mitarbeiterin der Los Angeles Free Press besuchte das Happening, das im Beisein des Hausmeisters in einem Jugendzentrum stattfand, um darüber zu berichten. Ahnungslos bediente sie sich an der Kool-Aid-Brause, die aus einem Eimer geschöpft und als „Starkstrombrause“ ausgeschenkt wurde, ohne nähere Kennzeichnung oder Erklärung. Als die Wirkung einsetzte, verspürte Claire Bush sowohl Phasen der Angst als auch des Wohlbefindens. Ein weiteres Ereignis führte kurzzeitig zu einer Krise unter den Merry Pranksters. Ein nicht näher genanntes Mädchen hatte ebenfalls von der Kool-Aid-Limonade getrunken und bekam während der Veranstaltung eine Panikattacke. Ihre Schreie wurden von Ken Babbs, der den Test als eine Art Moderator begleitete, mit dem Mikrophon aufgenommen, mit eigenen Raps kommentiert und über die Lautsprecheranlage in den Räumlichkeiten des Jugendzentrums ausgestrahlt, während andere Mitglieder der Pranksters versuchten, das Mädchen zu beruhigen.